# Dietrich Fischer-Dieskau
Dietrich Fischer-Dieskau (Zehlendorf, 28 maggio 1925 – Berg bei Starnberg, 18 maggio 2012) è stato un baritono tedesco.

## Biografia
Iniziò lo studio del canto a 16 anni sotto la guida di G.A. Walter e poi di H. Weissenborn, debuttando nel 1947.
Durante la seconda guerra mondiale era nella Wehrmacht e nel 1945 venne catturato in Italia dagli americani, divenendo prigioniero di guerra per due anni. Dal momento del ritorno in Germania ha iniziato una rapida carriera, interpretando ruoli come Rodrigo di Posa in Don Carlo alla Deutsche Oper Berlin nel 1948, Rigoletto ed Agamemnon in Ifigenia in Aulide (Gluck) con Josef Greindl nel 1951 a Berlino in versioni ritmiche tedesche, fino al vero e proprio lancio discografico internazionale con Tristano e Isotta di Richard Wagner, diretto da Wilhelm Furtwängler per la EMI nel 1951-52, nel ruolo di Kurwenal. Al Festival di Salisburgo nel 1951 canta Lieder eines fahrenden Gesellen di Mahler diretto da Wilhelm Furtwängler con i Wiener Philharmoniker.
Dopo un rapido debutto a Bayreuth nel 1954 come Wolfram von Eschenbach in Tannhäuser con Ramón Vinay, diretto da Joseph Keilberth ed Eugen Jochum, la sua ricchezza di sfumature, perfetta tecnica vocale ed eccellente dizione in tutte le lingue lo fanno emergere come non mai; al Bayreuther Festspiele canta sempre nel 1954 anche in Lohengrin con Wolfgang Windgassen, Birgit Nilsson ed Astrid Varnay, nel 1955 Parsifal e nel 1956 Die Meistersinger von Nürnberg; 
negli anni '50 e '60 stringe un grande e duraturo sodalizio con due grandi della bacchetta, Ferenc Fricsay e Karl Böhm e con loro incide capisaldi del repertorio mozartiano e straussiano, nonché l'incisione del Wozzeck e della "Lulu" di Berg.

## Cronologia parziale degli impegni
| Anno | Luogo                             | Titolo                                                  | Note                                                                                               |
| ---- | --------------------------------- | ------------------------------------------------------- | -------------------------------------------------------------------------------------------------- |
| 1955 | Basilea                           | The Creation di Wolfgang Fortner                        | Prima assoluta                                                                                     |
| 1956 | Francoforte sul Meno              | Fünf neapolitanische Lieder di Hans Werner Henze        | |
| 1956 | Teatro San Carlo di Napoli        | Oreste in Elettra                                       | |
| 1956 | Salisburgo                        | Conte di Almaviva nelle nozze di Figaro                 | con Elisabeth Schwarzkopf, Erich Kunz e Christa Ludwig, direttore Karl Böhm                        |
| 1956 | Salisburgo                        | Recital con musiche di Franz Schubert e Robert Schumann | pianista Gerald Moore                                                                              |
| 1956 | Teatro alla Scala di Milano       | Recital con musiche di Schubert                         | |
| 1957 | Wiener Staatsoper                 | Jochanaan in Salomè                                     | con Birgit Nilsson                                                                                 |
| 1957 | Wiener Staatsoper                 | Wolfram von Eschenbach in Tannhäuser                    | |
| 1957 | Wiener Staatsoper                 | Conte di Almaviva nelle nozze di Figaro                 | con Christa Ludwig                                                                                 |
| 1957 | Salisburgo                        | Recital e Ein deutsches Requiem                         | con Lisa Della Casa, direttore Herbert von Karajan                                                 |
| 1958 | Salisburgo                        | Mandryka in Arabella                                    | con Anneliese Rothenberger, direttore Joseph Keilberth                                             |
| 1958 | Salisburgo                        | Recital con musiche di Brahms                           | |
| 1960 | Salisburgo                        | Le nozze di Figaro                                      | con Lisa Della Casa e Christa Ludwig, direttore Karl Böhm. Alla Altes Festspielhaus.               |
| 1960 | Salisburgo                        | Le nozze di Figaro                                      | con Lisa Della Casa e Christa Ludwig, direttore Karl Böhm. Alla Altes Festspielhaus.               |
| 1960 | Salisburgo                        | Recital con musiche di con musiche di Hugo Wolf         | |
| 1960 | Wiener Staatsoper                 | Mandryka in Arabella                                    | |
| 1961 | Wiener Staatsoper                 | Evgenij Onegin                                          | |
| 1962 | Teatro Eliseo di Roma             | "Elegie für junge Liebende" di Henze                    | direttore Hans Werner Henze                                                                        |
| 1962 | Teatro La Fenice di Venezia       | Tre arie dall’"Elegie für junge Liebende" di Henze      | |
| 1965 |                                   | Gunther nel Crepuscolo degli dei                        | direttore Georg Solti                                                                              |
| 1965 | Royal Opera House di Londra       | Mandryka in Arabella                                    | con Lisa Della Casa, direttore Georg Solti                                                         |
| 1966 | Wiener Staatsoper                 | Falstaff                                                | con Rolando Panerai, direttore Leonard Bernstein                                                   |
| 1967 | Royal Opera House                 | Falstaff                                                | |
| 1972 | Salisburgo                        | Così fan tutte                                          | con Gundula Janowitz, Reri Grist, e Hermann Prey. Direttore Karl Böhm. Nella Kleines Festspielhaus |
| 1975 | Carnegie Hall di New York         | An die Nachgeborenen di Gottfried von Einem             | con Julia Varady, direttore Carlo Maria Giulini                                                    |
| 1975 | Edimburgo                         | Conte di Almaviva nelle nozze di Figaro                 | con Ileana Cotrubaș e Teresa Berganza, direttore Daniel Barenboim                                  |
| 1977 | Bayerische Staatsoper             | Mandryka in Arabella                                    | con Edith Mathis, Julia Varady e Martha Mödl. Direttore Wolfgang Sawallisch                        |
| 1977 | Grand Théâtre di Ginevra          | Mandryka in Arabella                                    | con Edith Mathis, Julia Varady e Martha Mödl. Direttore Wolfgang Sawallisch                        |
| 1977 | Grand Théâtre di Ginevra          | recital con musiche di Hugo Wolf                        | con Sawallisch                                                                                     |
| 1978 | Neue Philharmonie Saal di Berlino | "Les espaces du sommeil" di Witold Lutosławski          | diretto dal compositore                                                                            |
| 1978 | Bayerische Staatsoper             | "Les espaces du sommeil" di Witold Lutosławski          | diretto dal compositore                                                                            |
| 1978 | Bayerische Staatsoper             | "Lear" di Aribert Reimann                               | con Helga Dernesch e la Varady                                                                     |
| 1979 | Salisburgo                        | "La damnation de Faust" di Hector Berlioz               | con Frederica von Stade, direttore Seiji Ozawa. Großes Festspielhaus                               |
| 1980 | Teatro alla Scala di Milano       | Die Winterreise                                         | con Wolfgang Sawallisch                                                                            |
| 1980 | Grand Théâtre di Ginevra          | Die Winterreise                                         | |
| 1982 | Salisburgo                        | "Sechs Monologe aus Jedermann" di Frank Martin          | prima esecuzione assoluta. Nella Kleines Festspielhaus                                             |
| 1984 | Grand Théâtre di Ginevra          | recital con musiche di Johannes Brahms                  | |
| 1984 | Edimburgo                         | Barbablù in "Il castello di Barbablù" di Béla Bartók    | con Júlia Várady                                                                                   |
| 1987 | Philharmonie Berlin               | Sinfonia n. 5 per baritono e orchestra di Isang Yun     | Prima esecuzione assoluta                                                                          |

Il suo repertorio non resta preminentemente tedesco ma spazia anche nel melodramma italiano, abbracciando Rossini, Puccini, Cimarosa e soprattutto Verdi (memorabili in particolare il suo Rigoletto (diretto da Rafael Kubelík) e il Marchese di Posa nel Don Carlo (diretto da Georg Solti), nel repertorio sacro come Bach, Handel, Schumann e Brahms, e nella musica da camera, soprattutto come interprete dei "Lieder" di Franz Schubert e Hugo Wolf.
Questo artista non ha mai posto però limiti epocali al suo repertorio, affrontando anche frequentemente la musica contemporanea (in primo luogo, quelle del Cardillac di Hindemith e del Doktor Faust di Ferruccio Busoni).
Si ritirò dalle scene teatrali alla fine del 1978, e dagli inizi degli anni ottanta continuò l'attività esecutiva unicamente in ambito cameristico (talvolta anche oratoriale) come interprete della grande letteratura liederistica romantica, effettuando numerose e pregevoli registrazioni discografiche. In seguito, lasciato il canto alla fine del 1992, ha proseguito l'attività come docente, direttore d'orchestra e voce recitante, tenendo conferenze ed esponendo le proprie opere pittoriche.
A lui è intitolato l'asteroide 42482 Fischer-Dieskau scoperto nel 1988.
Nel 2005 vince il Polar Music Prize.

## Vita privata
Dietrich Fischer-Dieskau è stato sposato (dal 1977) con il soprano ungherese Julia Varady.

## Repertorio
| Ruolo                                | Titolo                          | Autore           |
| ------------------------------------ | ------------------------------- | ---------------- |
| Barbablù                             | Il castello di Barbablù         | Bartók           |
| Fernando Pizarro                     | Fidelio                         | Beethoven        |
| Wozzeck                              | Wozzeck                         | Berg             |
| Dottor Schön                         | Lulu                            | Berg             |
| Méphistophélès                       | La damnation de Faust           | Berlioz          |
| Somarone                             | Béatrice et Bénédict            | Berlioz          |
| Zurga                                | Les Pêcheurs de perles          | Bizet            |
| Doktor Faust Poeta                   | Doktor Faust                    | Busoni           |
| Evgenij Onegin                       | Evgenij Onegin                  | Čajkovskij       |
| Geronimo                             | Il matrimonio segreto           | Cimarosa         |
| Goulaud                              | Pelléas et Mélisande            | Debussy          |
| Enrico Ashton                        | Lucia di Lammermoor             | Donizetti        |
| Orfeo                                | Orfeo ed Euridice               | Gluck            |
| Agamemnon                            | Iphigenie in Aulis              | Gluck            |
| Thoas                                | Iphigénie en Tauride            | Gluck            |
| Valentin                             | Faust                           | Gounod           |
| Apollo                               | Apollo e Dafne                  | Händel           |
| Giulio Cesare                        | Giulio Cesare in Egitto         | Händel           |
| Gregor Mittelhofer                   | Elegie für junge Liebende       | Henze            |
| Cardillac                            | Cardillac                       | Hindemith        |
| Peter                                | Hänsel und Gretel               | Humperdinck      |
| Der Spielmann                        | Königskinder                    | Humperdinck      |
| Peter I                              | Zar und Zimmermann              | Lortzing         |
| Saint François                       | Saint François d'Assise         | Messiaen         |
| Don Pippo                            | L'oca del Cairo                 | Mozart           |
| Conte d'Almaviva                     | Le nozze di Figaro              | Mozart           |
| Don Giovanni                         | Don Giovanni                    | Mozart           |
| Don Alfonso                          | Così fan tutte                  | Mozart           |
| Papageno Sprecher                    | Die Zauberflöte                 | Mozart           |
| Herr Fluth                           | Die lustigen Weiber von Windsor | Nicolai          |
| Coppélius Dapertutto Lindorf Miracle | Les contes d'Hoffmann           | Offenbach        |
| Carlo Borromeo Giovanni Morone       | Palestrina                      | Pfitzner         |
| Marcello                             | La bohème                       | Puccini          |
| Barone Scarpia                       | Tosca                           | Puccini          |
| Sharpless                            | Madama Butterfly                | Puccini          |
| Michele                              | Il tabarro                      | Puccini          |
| Gianni Schicchi                      | Gianni Schicchi                 | Puccini          |
| Guglielmo Tell                       | Guglielmo Tell                  | Rossini          |
| Froila                               | Alfonso und Estrella            | Schubert         |
| Siegfried                            | Genoveva                        | Schumann         |
| Antigone                             | Olympie                         | Spontini         |
| Falke                                | Die Fledermaus                  | Strauss, Johann  |
| Conte Homonay                        | Der Zigeunerbaron               | Strauss, Johann  |
| Jochanaan                            | Salome                          | Strauss, Richard |
| Orest                                | Elektra                         | Strauss, Richard |
| Faninal                              | Der Rosenkavalier               | Strauss, Richard |
| Il Maestro di musica                 | Ariadne auf Naxos               | Strauss, Richard |
| Barak                                | Die Frau ohne Schatten          | Strauss, Richard |
| Robert Storch                        | Intermezzo                      | Strauss, Richard |
| Mandryka                             | Arabella                        | Strauss, Richard |
| Il Conte Olivier                     | Capriccio                       | Strauss, Richard |
| Macbeth                              | Macbeth                         | Verdi            |
| Rigoletto                            | Rigoletto                       | Verdi            |
| Giorgio Germont                      | La traviata                     | Verdi            |
| Guido di Monforte                    | I vespri siciliani              | Verdi            |
| Renato                               | Un ballo in maschera            | Verdi            |
| Don Carlo                            | La forza del destino            | Verdi            |
| Rodrigo di Posa                      | Don Carlo                       | Verdi            |
| Amonasro                             | Aida                            | Verdi            |
| Iago                                 | Otello                          | Verdi            |
| Sir John Falstaff                    | Falstaff                        | Verdi            |
| L'Olandese                           | Der Fliegende Holländer         | Wagner           |
| Wolfram                              | Tannhäuser                      | Wagner           |
| L'Araldo Friedrich von Telramund     | Lohengrin                       | Wagner           |
| Wotan                                | Das Rheingold                   | Wagner           |
| Gunther                              | Götterdämmerung                 | Wagner           |
| Kurwenal                             | Tristan und Isolde              | Wagner           |
| Hans Sachs Fritz Kothner             | Die Meistersinger von Nürnberg  | Wagner           |
| Amfortas                             | Parsifal                        | Wagner           |

## Discografia selezionata
Fischer Dieskau ha registrato principalmente con le etichette EMI, DG e ORFEO.
- Bach, Johann Sebastian, Cantatas, con Karl Richter per la Polygram
- Bach, Cantate BWV 4, 56, 82 - Richter/Fischer-Dieskau, Archiv Produktion
- Bach, Johann Sebastian, Gesù e le parti di basso nelle Passioni, con diversi direttori come Karajan, Klemperer, Furtwängler e Richter.
- Bartók, Béla, "Bluebeard's Castle", con Sawallisch
- Beethoven, Ludwig van, "Fidelio", con Bernstein
- Beethoven, Sinfonia n. 9 - Fricsay/BPO/Seefried/Fischer-D, 1958 Deutsche Grammophon
- Berg, Wozzeck - Böhm/Lear/Wunderlich, 1965 Deutsche Grammophon – Grammy Award for Best Opera Recording 1966
- Brahms, Johannes, Ein deutsches Requiem, con Otto Klemperer
- Brahms, Johannes, Liebeslieder Walzer, Deutsche Grammophon
- Brahms, Johannes, Vier ernste Gesänge, Lieder, con Jörg Demus
- Brahms, Die schöne Magelone - Fischer-Dieskau, 1952/1954 Audite - Grammy Award for Best Classical Vocal Solo 1973
- Britten, War requiem - Britten/Pears/Fischer-Dieskau, 1963 Decca - Grammy Award al miglior album di musica classica 1964 e Grammy Hall of Fame Award 1998
- Busoni, Ferruccio, Doktor Faust, Ferdinand Leitner
- Busoni, Doktor Faust - Nagano/Fischer-Dieskau, 1997/1998 Erato - Grammy Award for Best Opera Recording 2001
- Cimarosa, Domenico, Il matrimonio segreto, con D. Barenboim
- Debussy, Melodies, con Harmut Holl, piano
- Fauré, Gabriel, Requiem op. 48 con Cluytens per EMI
- Gluck, Christoph Willibald, Iphigenia in Aulis, con A. Moffo, K. Eichhorn
- Gluck, Christoph Willibald, Orfeo ed Euridice, con Karl Richter
- Haydn, Josef, La Creazione, con H. von Karajan
- Humperdink, Hansel un Gretel, con A. Moffo, H. Donath, K. Eichhorn
- Mahler, Gustav, Das Lied von der Erde, con Leonard Bernstein e la New York Philharmonic
- Mahler, Lied von der Erde (Live, Musiekverein Vienna, 1964) - Wunderlich/Fischer-D./Krips, Deutsche Grammophon
- Mahler, Gustav, Lieder, con Daniel Barenboim, piano
- Mahler, Gustav, Lieder eines fahrenden Gesellen e Des Knaben Wunderhorn, con Daniel Barenboim, piano
- Mahler, Gustav, Lieder eines fahrenden Gesellen e Kindertotenlieder con W. Furtwängler e R. Kempe
- Mahler, Gustav, Kindertotenlieder, con K. Boehm
- Mahler, Gustav, Rückert Lieder
- Mozart, Wolfgang, Flauto Magico con Ferenc Fricsay
- Mozart, Wolfgang, Le nozze di Figaro, con K. Boehm
- Mozart, Wolfgang, Don Giovanni, with K. Boehm
- Orff, Carmina burana - Jochum/Janowitz/Fischer-D., Deutsche Grammophon
- Puccini, Giacomo, Tosca, con Birgit Nilsson
- Schoeck, Othmar, Lebendig begraben, con F. Rieger, Deutsche Grammophon
- Schoeck, Othmar, Notturno, con Quartetto LaSalle
- Schubert, Franz, Die Winterreise, con Gerald Moore, piano
- Schubert, Winterreise - Fischer-Dieskau/Demus, Deutsche Grammophon
- Schubert, Winterreise - Fischer-Dieskau/Barenboim, 1979 Deutsche Grammophon
- Schubert, Franz, Lieder, con Gerald Moore, piano - 1970 Deutsche Grammophon - Grammy Award for Best Classical Vocal Solo 1971
- Schubert, Franz, Missa Solemnis e Messe in do maggiore e mi bemolle maggiore
- Schubert, Franz, Schwanengesang
- Schubert, Lieder da Goethe - Fischer-Dieskau/Demus/Moore, Deutsche Grammophon
- Schubert, Schöne Müllerin/Winterreise/Schwanengesang - Fischer-Dieskau/Moore, 1971 Deutsche Grammophon
- Schumann, Robert, Dichterliebe, Liederkreis, con Christoph Eschenbach, piano
- Schumann, Lieder - Fischer-Dieskau/Eschenbach, 1974 Deutsche Grammophon
- Schumann, Robert, Liederkreis, con Gerald Moore, piano
- Shostakovich, Dmitri, Suite on Verses of Michelangelo Buonarroti e Four Verses of Captain Lebyadkin con Vladimir Ashkenazy
- Shostakovich, Dmitri, Symphony No. 14
- Strauss, Richard, Electra, con K. Boehm
- Strauss, Richard, Arabella, con J. Keilberth
- Strauss, Richard, Die Frau ohne Schatten
- Strauss II: Der Zigeunerbaron - Dietrich Fischer-Dieskau/Julia Varady/Willi Boskovsky/Walter Berry/Chor des Bayerischen Rundfunks/Münchner Rundfunkorchester/Hanna Schwarz, Warner
- Verdi, Giuseppe, Maskenball (in tedesco) con Fritz Busch
- Verdi, Giuseppe, La traviata, con L. Maazel
- Verdi, Giuseppe, Otello
- Verdi, Giuseppe, Falstaff, con Bernstein
- Verdi, Giuseppe, Macbeth
- Verdi, Rigoletto - Kubelik/Fischer-D./Bergonzi, 1964 Deutsche Grammophon
- Wagner, Richard, Die Meistersinger von Nürnberg
- Wagner, Richard, Lohengrin con R. Kempe (EMI)
- Wagner, Lohengrin - Solti/Domingo/Fischer-Dieskau/Norman, Decca - Grammy Award for Best Opera Recording 1989
- Wagner, Richard, Tannhäuser, con F. Konwitschny (EMI)
- Wagner, Oro del Reno - Karajan/Fischer-Dieskau/Kerns, Deutsche Grammophon
- Wagner, Richard, Götterdämmerung, con Georg Solti
- Wagner, Richard, Tristan und Isolde, con Carlos Kleiber
- Wagner, Best of Wagner - Nilsson/Jones/King/Fischer-D., Deutsche Grammophon
- Wolf, Lieder - Fischer-Dieskau/Barenboim, 1973/1976 Deutsche Grammophon
- Fischer-Dieskau, Christmas songs - Fischer-Dieskau/Demus, 1970 Deutsche Grammophon
- Fischer-Dieskau, Early recordings on Deutsche Grammophon - Contiene un cd di interviste - 1949/1974 Deutsche Grammophon
- Fischer-Dieskau, The art of Fischer-Dieskau - Böhm/Demus/Fricsay/Jochum /Richter/Moore/Engel - 1949/1976 Deutsche Grammophon
- Fischer-Dieskau, Voice of the century. Limited Edition - Contiene 2 documentari in DVD: The opera singer e The master of the Lied, 2012 Deutsche Grammophon
- Concert of the Century, Stern/Bernstein/Rostropovich/New York Philharmonic/Oratorio Society of New York/Horowitz/Menuhin, 1976 SONY BMG - Grammy Award al miglior album di musica classica 1978

## DVD & BLU-RAY selezionato
- Mozart, Nozze di Figaro - Böhm/Freni/Te Kanawa/Fischer-D, 1976 Deutsche Grammophon
- Mozart: Don Giovanni (Deutsche Oper Berlin, 1961) - Dietrich Fischer-Dieskau/Josef Greindl/Elisabeth Grümmer/Pilar Lorengar/Walter Berry/Ferenc Fricsay, Arthaus Musik/Naxos
- Verdi: Don Carlos (Deutsche Oper Berlin, 1965) - James King (tenore)/Pilar Lorengar/Josef Greindl/Dietrich Fischer-Dieskau/Martti Talvela/Wolfgang Sawallisch, Arthaus Musik/Naxos

### Come direttore d'orchestra
- Brahms, Sinfonia n. 4
- Brahms, Concerto n. 2 per pianoforte e orchestra (K. Lifschitz, piano)
- Schubert, Sinfonia n. 5, Sinfonia n. 8
- Schumann, Sinfonia n. 2, Concerto per pianoforte e orchestra (D. Barenboim, piano)
- Wolf, Opere per orchestra
- Verdi, Arie (con J. Varady)
- Wagner, Die Walküre, atto I
- Mahler, Gustav, Das Lied von der Erde
- Strauss, Richard, Arias from Salomé, Ariadne auf Naxos, Die Liebe der Danae, and Capriccio

### Saggi
- Der Nacht ins Ohr, Gedichte von Eduard Mörike, Vertonungen von Hugo Wolf, Hanser, 1998 (trad. it. I Mörike Lieder di Hugo Wolf e altri scritti su Mörike e Wolf, a cura di Erik Battaglia, Asti, Anaogon 2015
- Fern die Klage des Fauns. Claude Debussy und seine Welt, DVA 1993
- Goethe als Intendant, DTV, 2006
- Hugo Wolf. Leben und Werk, Henschel, 2003
- Carl Friedrich Zelter, Nicolai 1997
- Wenn Musik der Liebe Nahrung ist, DVA, 1990
- Johannes Brahms. Leben und Lieder, Propyläen, 2006
- Jupiter und Ich. Begegnungen mit Furtwängler, BMP, 2009
- Wagner und Nietzsche, DVA, 1974
- Robert Schumann: Das Vokalwerk, DTV, 1981
- Franz Schubert und seine Lieder, Insel, 1999
- Töne sprechen, Worte klingen, DVA, 1985
- Nachklang. Ansichten und Erinnerungen (Autobiografia), DVA, 1987
- Zeit eines Lebens (Autobiografia), DVA, 2000
- The Fischer-Dieskau Book of Lieder, Knopf, 1976